# Karl Hartenstein (Theologe)
Karl Hartenstein (* 25. Januar 1894 in Cannstatt; † 1. Oktober 1952 in Stuttgart) war ein deutscher evangelischer Theologe und prägte die evangelische Mission des 20. Jahrhunderts als Missionsinspektor der Basler Mission und Mitglied des Internationalen Missionsrates.

## Leben und Werk
Karl Hartenstein war der älteste von drei Söhnen der Bankiersfamilie Hartenstein. An das Abitur 1912 schloss sich das übliche Militärjahr an. Während dieser Zeit begann er sich intensiver mit Glauben und Religion zu beschäftigen, der Wunsch Theologie zu studieren entstand. Während seines Studiums in Tübingen wurde er 1913 Mitglied der Schwarzburgbund-Verbindung Nicaria. Nach dem ersten Semester in Tübingen (Winter 1913/14) nahm Hartenstein von 1914 bis 1918 am Ersten Weltkrieg an der Westfront teil. Danach beendete er sein Theologiestudium in Tübingen und ging in den Gemeindedienst. Nach seinem Examen übernahm er 1921 in Calw und kurze Zeit später in seiner Heimatgemeinde Bad Cannstatt den unständigen pfarramtlichen Dienst. 1922 begann der eine Lehrtätigkeit als Repetent am Tübinger Stift. Seine erste ständige Pfarrstelle trat er 1923 in Bad Urach an. 1933 promovierte er in Tübingen mit der Arbeit Die Mission als theologisches Problem: Beiträge zum grundsätzlichen Verständnis der Mission.
Hartenstein wurde 1926 als Missionsdirektor nach Basel berufen und damit auch Mitglied des Deutschen Evangelischen Missionsrats. Er bereiste die Einsatzländer der Missionare und nahm an etlichen Konferenzen teil, unter anderem an den Weltmissionskonferenzen von Madras 1938, Whitby 1947 und Willingen 1952. Als Bevollmächtigter der Basler Mission – Deutscher Zweig versuchte er ab 1939 von Stuttgart aus die Vermögenssicherung der Missionsgesellschaft zu bewerkstelligen. Wegen des Zweiten Weltkrieges legte er 1939 sein Amt nieder. Ab 1941 wirkte er von Korntal aus als Prälat von Stuttgart und Stiftsprediger. Er setzte sich 1945 für das Zustandekommen des Stuttgarter Schuldbekenntnisses ein. 1948 lehnte er das Amt des Landesbischofs ab, wurde aber Mitglied des Rats der Evangelischen Kirche in Deutschland und nahm an internationalen Missionsveranstaltungen, so 1948 an der Gründungsvollversammlung des Ökumenischen Rates der Kirchen in Amsterdam teil. Kirchliche Großereignisse im Jahr 1952 wie die Weltmissionskonferenz in Willingen und den deutschen Evangelischen Kirchentag in Stuttgart organisierte und veranstaltete er noch mit, bevor er im Herbst desselben Jahres überraschend starb.

## Privates
Hartenstein heiratete 1923 seine Frau Margarete Umfrid, mit der er drei Söhne hatte. Sein Großvater war der Kommerzienrat und Landtagsabgeordnete Karl Hartenstein (1825–1887).

## Werke (Auswahl)
- Die Mission als theologisches Problem: Beiträge zum grundsätzlichen Verständnis der Mission, Furche-Verlag, Berlin 1933.
- Gottes Wege mit der Weltmission 1910-1938, Evang. Missionsverlag, Stuttgart 1938.
- Die Frühmission unter den Germanen und unser Missionsauftrag heute, Evang. Missionsverlag, Stuttgart 1938.
- Der wiederkommende Herr. Eine Schriftenreihe zur Erklärung der Offenbarung Johannes, Heft 1 bis 10, Evang. Missionsverlag, Stuttgart 1940; Der wiederkommende Herr. Eine Auslegung der Offenbarung des Johannes für die Gemeinde, Evangelischer Missionsverlag im Christl. Verlags-Haus, Stuttgart 4. überarb. Aufl. 1983, ISBN 978-3-767531697.
- Die Basler Mission in der Jahreswende 1946/47, Bauer Verlag, 1946.
- Wie steht es um unsere Basler Mission heute?, Bauer Verlag, 1947.
- Kirche auf dem Wege zur Einheit: Ein Bericht über die Weltkirchenversammlung in Amsterdam, Sommer 1948, Evang. Missionsverlag, Stuttgart 1948.
- Das Werden des christlichen Abendlandes, Evang. Missionsverlag, Stuttgart 1949.
- mit Walter Freytag: Die neue Stunde der Weltmission heute, Evang. Missionsverlag, Stuttgart 1952.